# Gelao
Gelao (仡佬族 pinyin: Gēlǎozú) er et af de 55 offentlig anerkendte minoritetsfolk i Folkerepublikken Kina. Ifølge folketællingen i 2000 var der 579.357 af dem i Kina, de fleste i i provinserne Guangxi og Guizhou. Der er også mindre grupper i Vietnam.
Deres hovedreligion Taoisme, men der er også en buddhistisk minoritet.

## Ekstern henvisning
- The Gelao ethnic minority (kinesisk regeringsside)